# Илакяй
Илакяй (лит. Ylakiai) — местечко в Скуодасском районе Клайпедского уезда Литвы. Административный центр Илакского староства.
Находится в 18 км к северо-западу от города Сяда, в 20 км к востоку от Скуодаса, в 9 км от границы с Латвией. Ближайшие населённые пункты: Гедримай, Гирденяй.

## Инфраструктура
Через местечко протекает река Гунтинас (приток реки Луоба). Имеется костёл Благовещения Пресвятой Девы Марии, почтовое отделение, медицинский пункт, средняя школа (с 1950 года), филиал Скуодасской художественной школы (1989), ясли - детский сад (1953), центр культуры с музеем капельмейстера, дирижёра, композитора Бронюса Йонушаса (действующим с 2004 года), библиотека (с 1946 года).

## История
В 1568 году упоминается деревня Илакяй. В 1640 году учреждён костёл. Деревня пострадала во время Северной войны 1700—1721 годов. Между 1717 и 1725 годами получила статус местечка. С XVIII века поселение принадлежало Сапегам; в 1832 году было конфисковано властями Российской империи.

## Герб
Илакяй — единственное местечко в Литовской Республике, название которого начинается с буквы «Y». Это отражено в гербе Илакяя. Автор герба — художник Арвидас Каждайлис (Arvydas Každailis). Герб был утверждён президентским указом 22 апреля 2002 года.

## Галерея

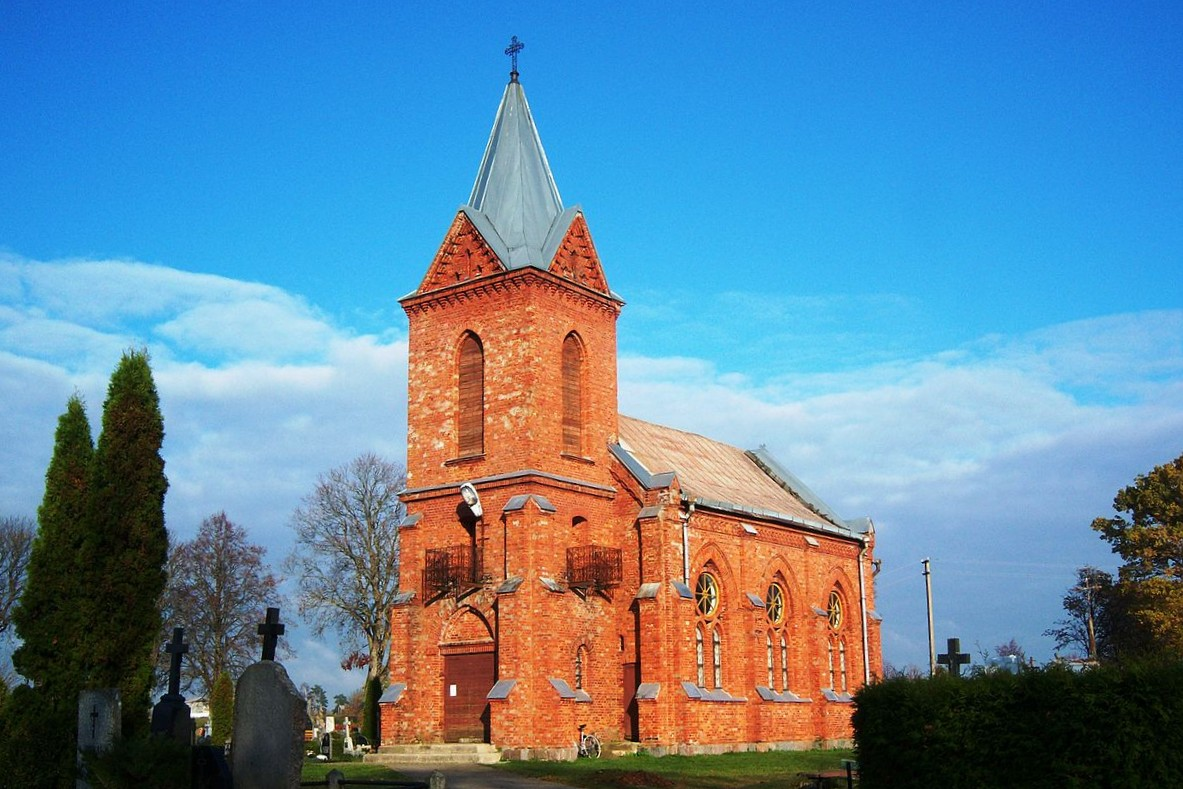
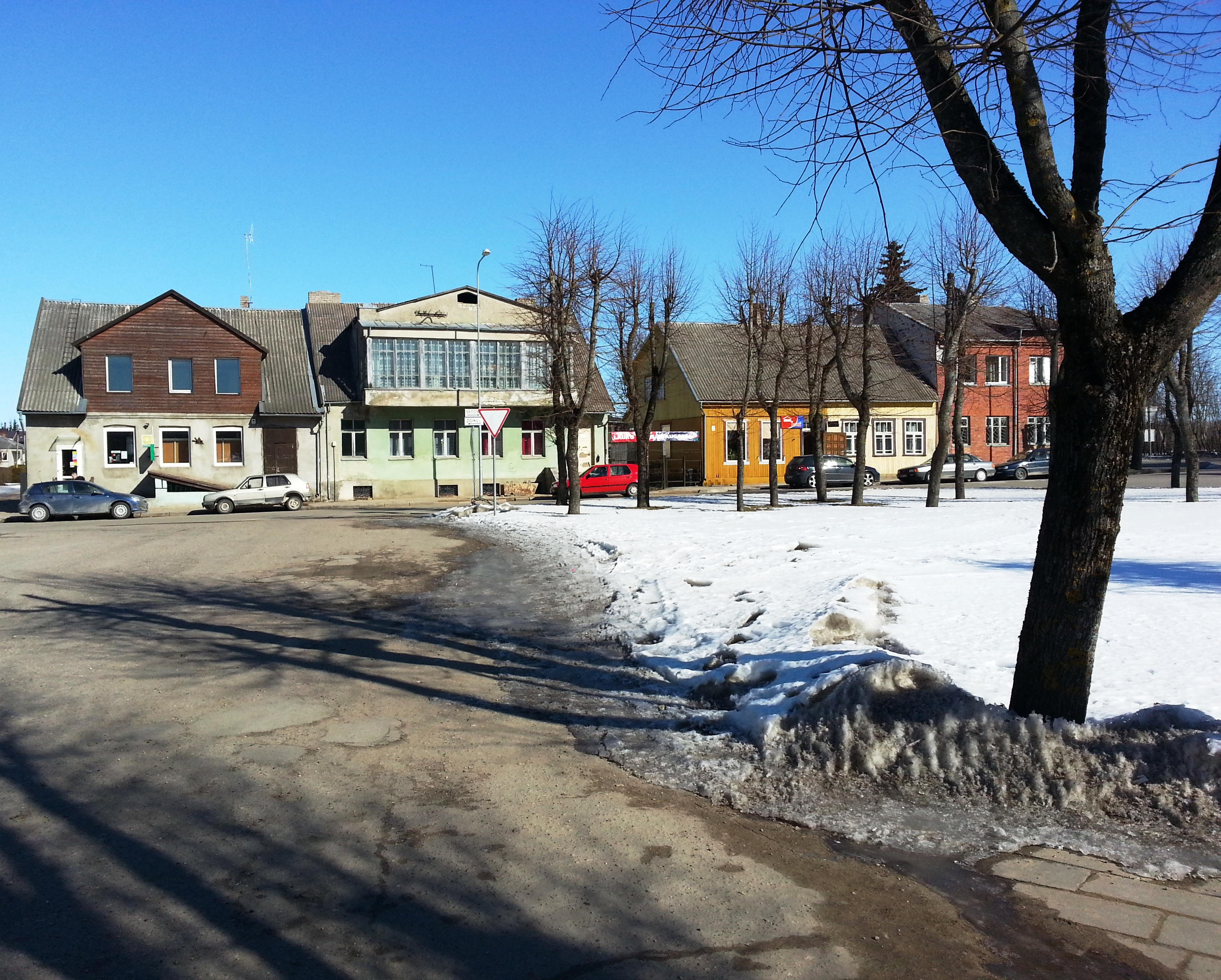
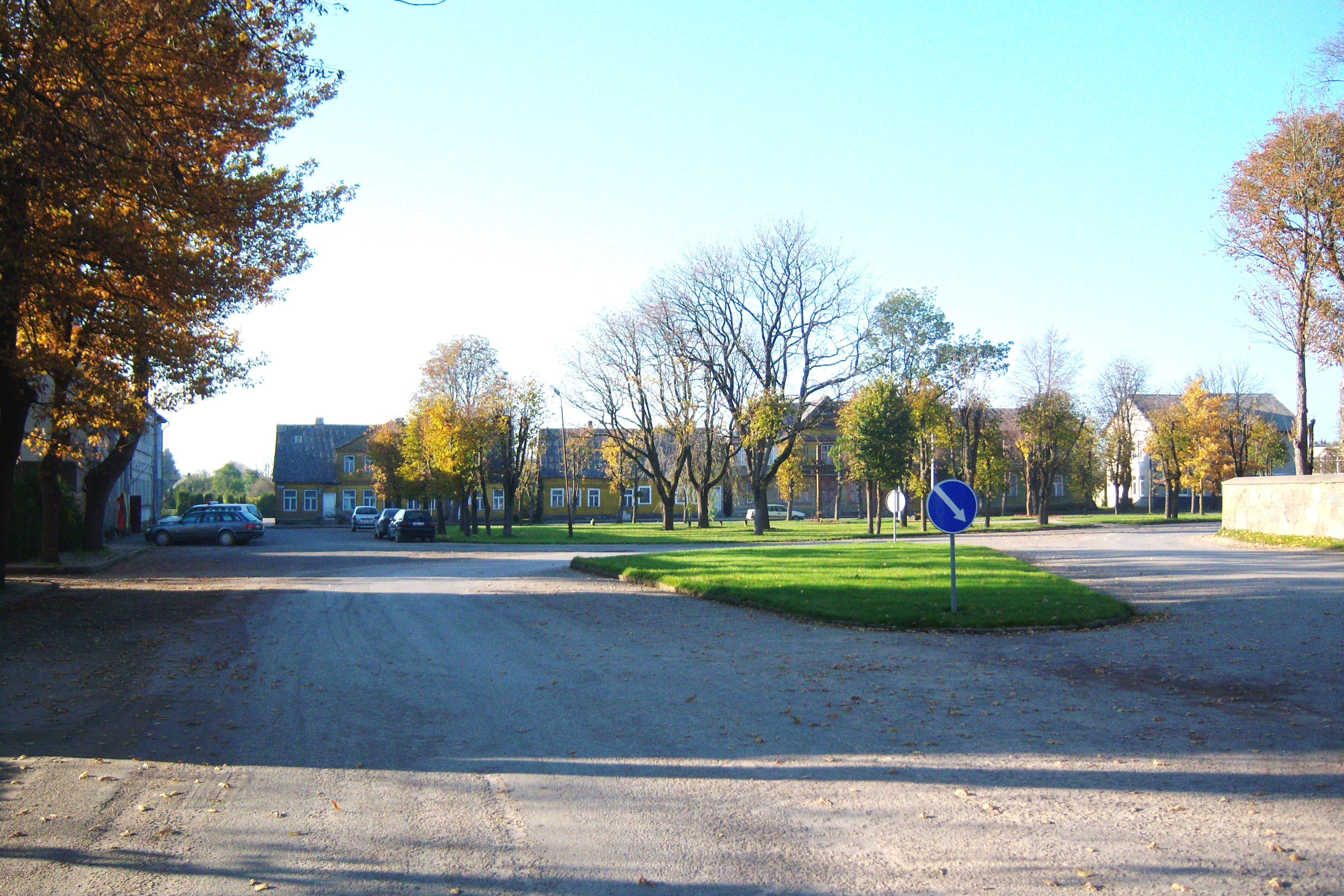
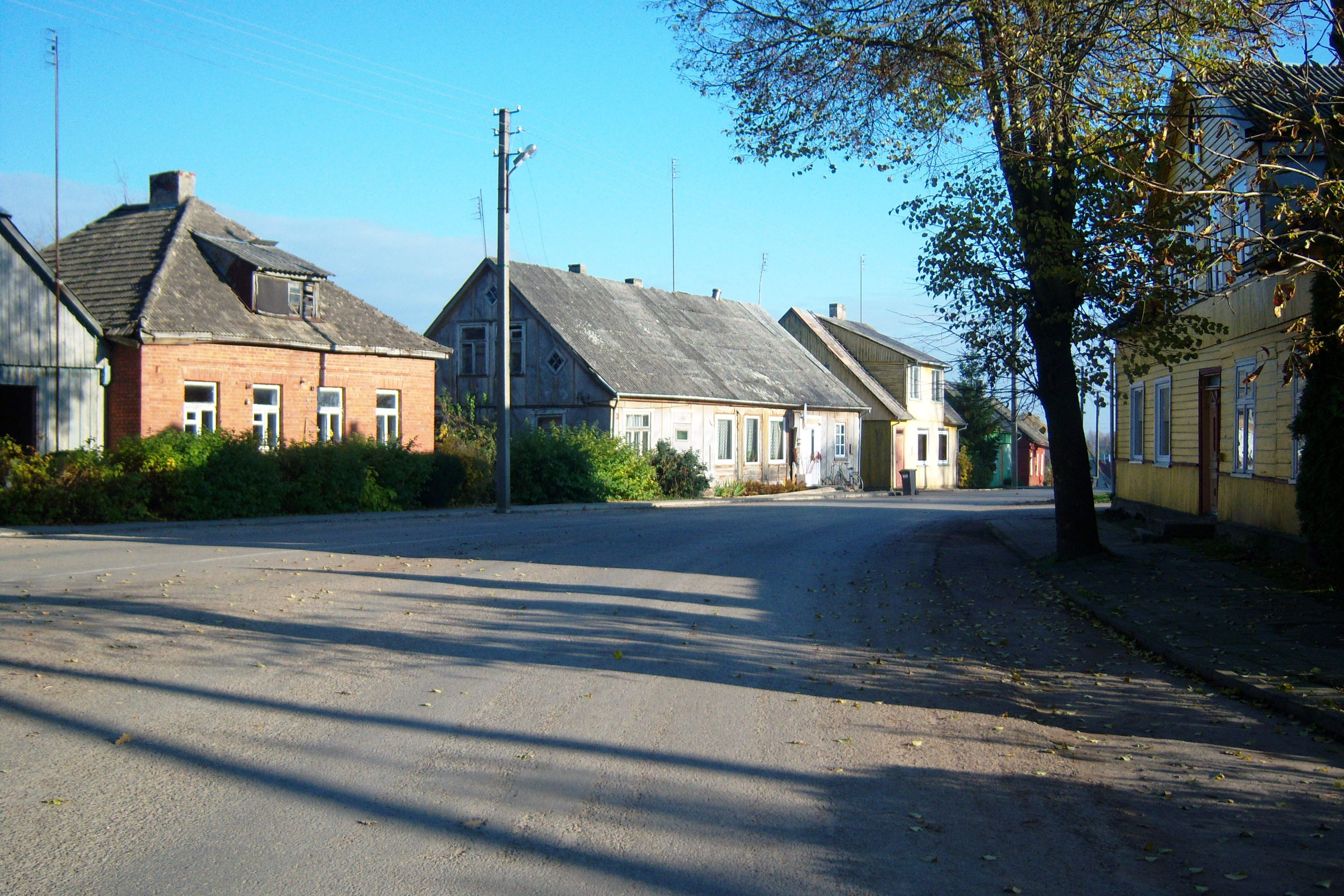
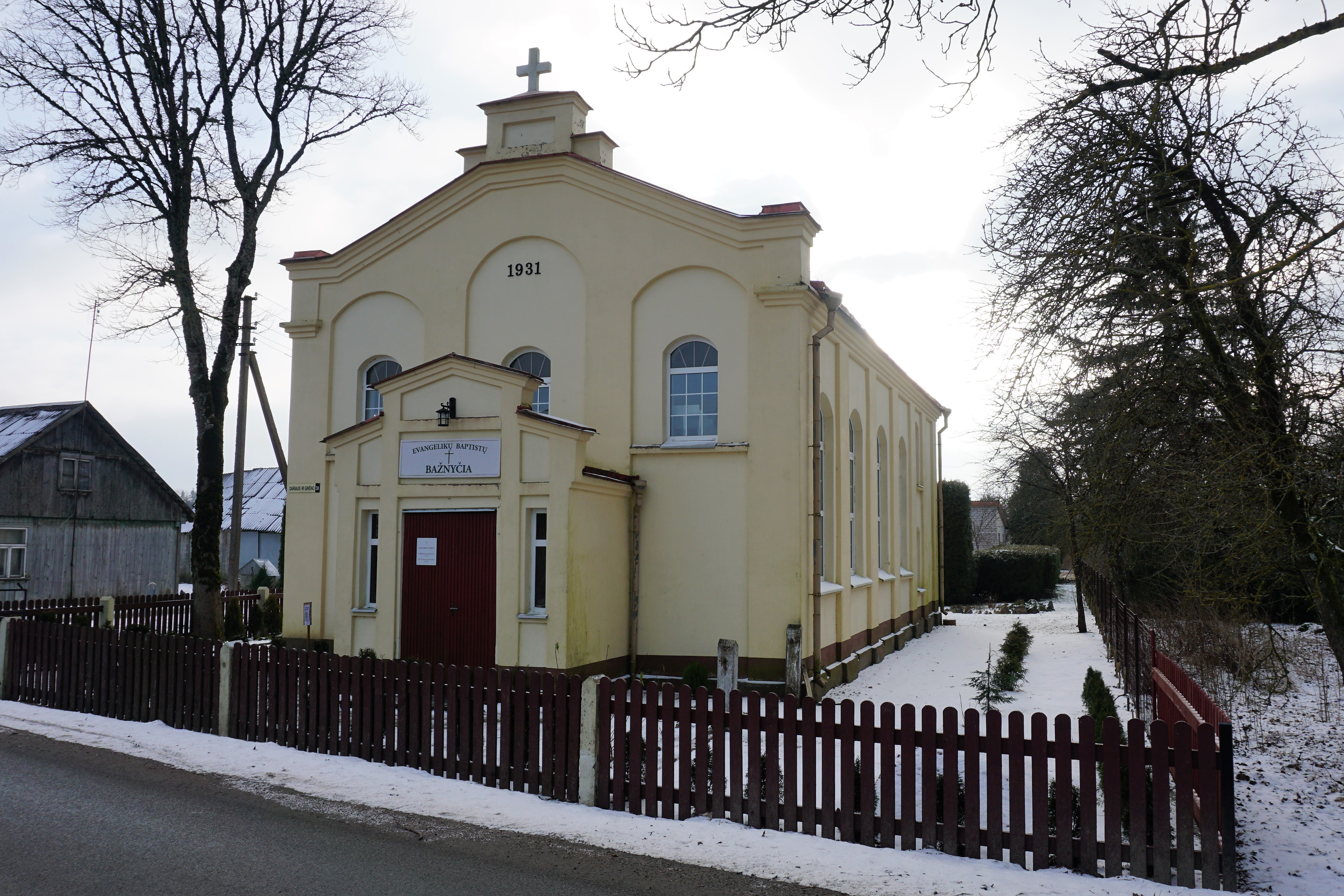
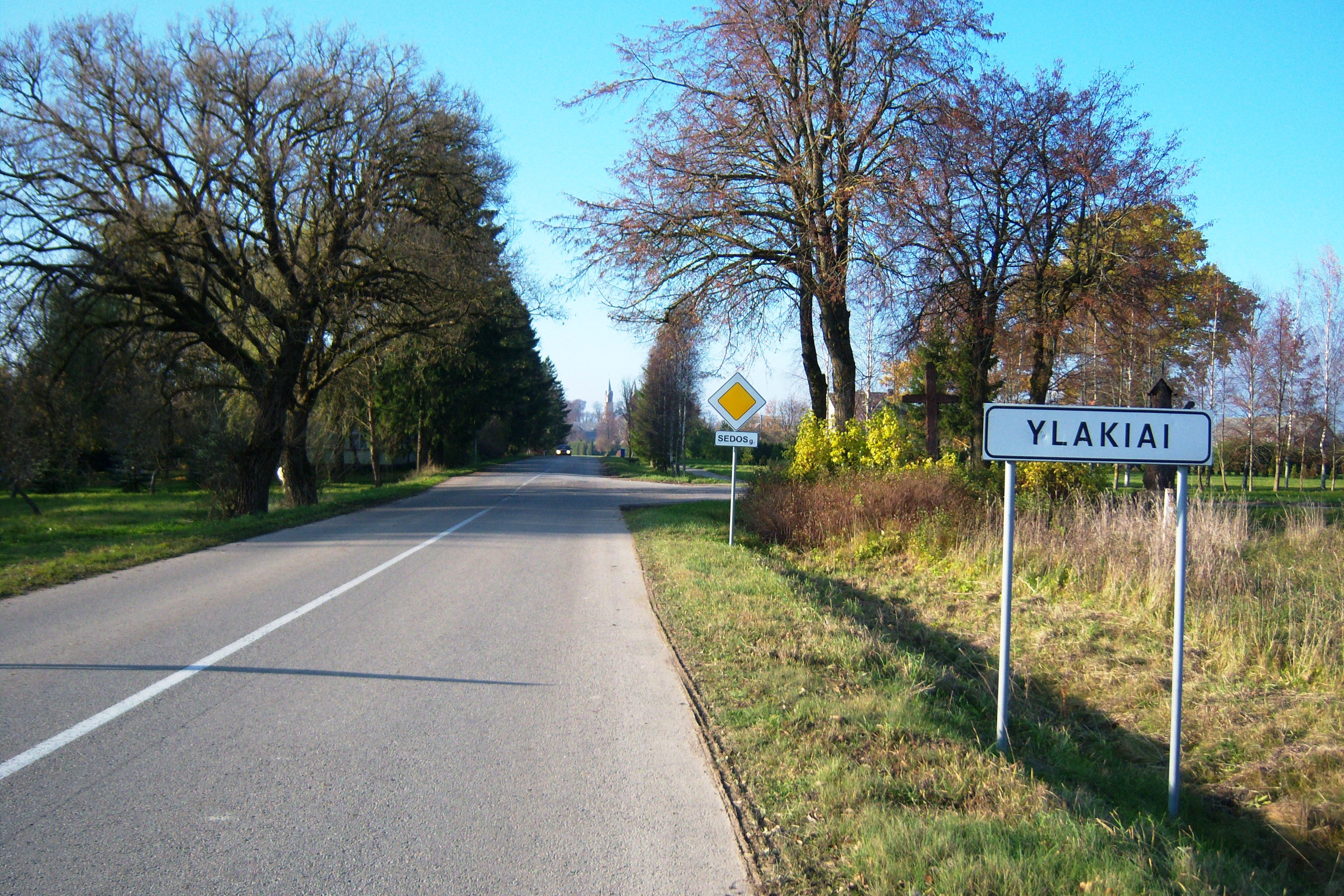
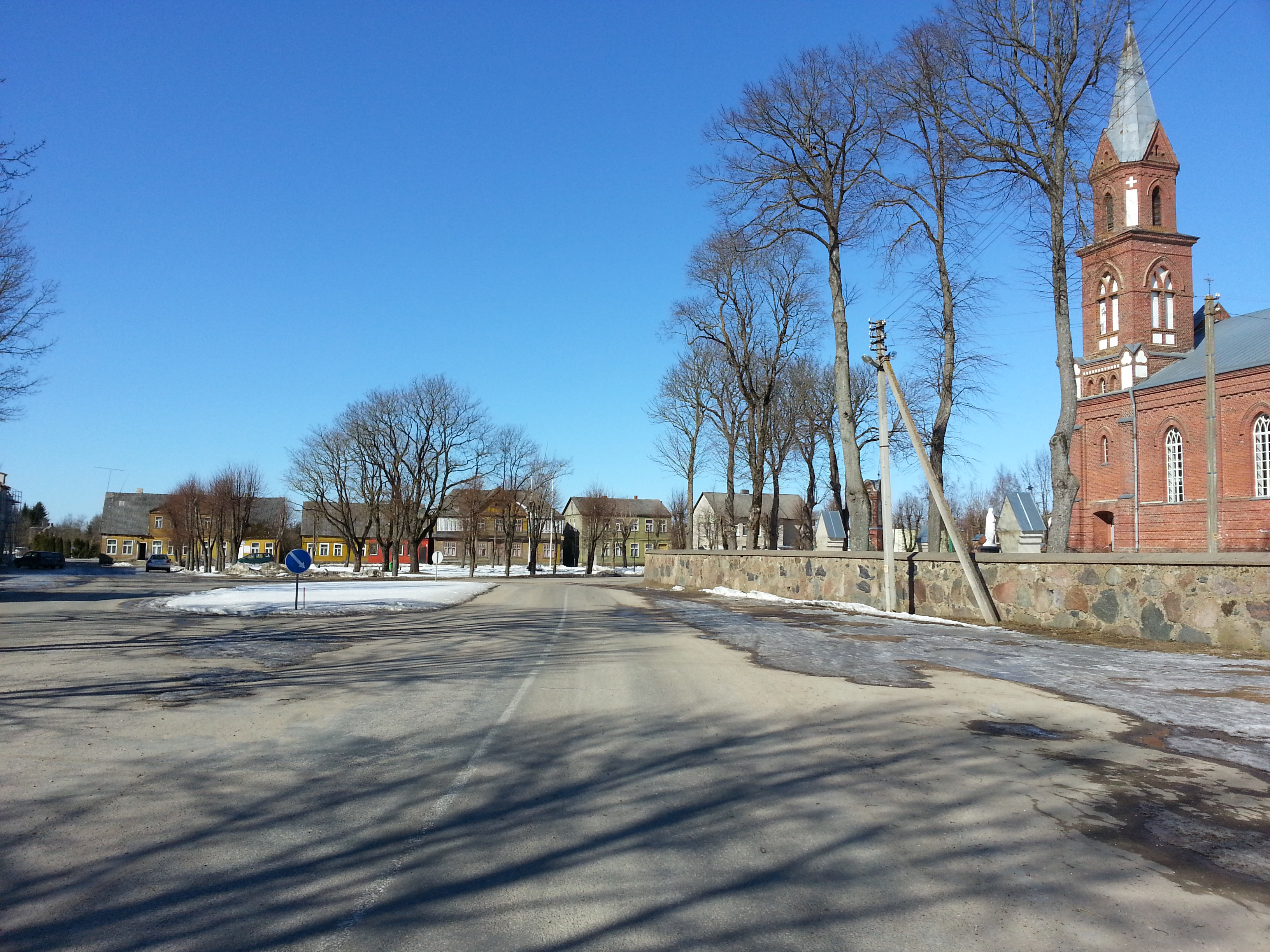
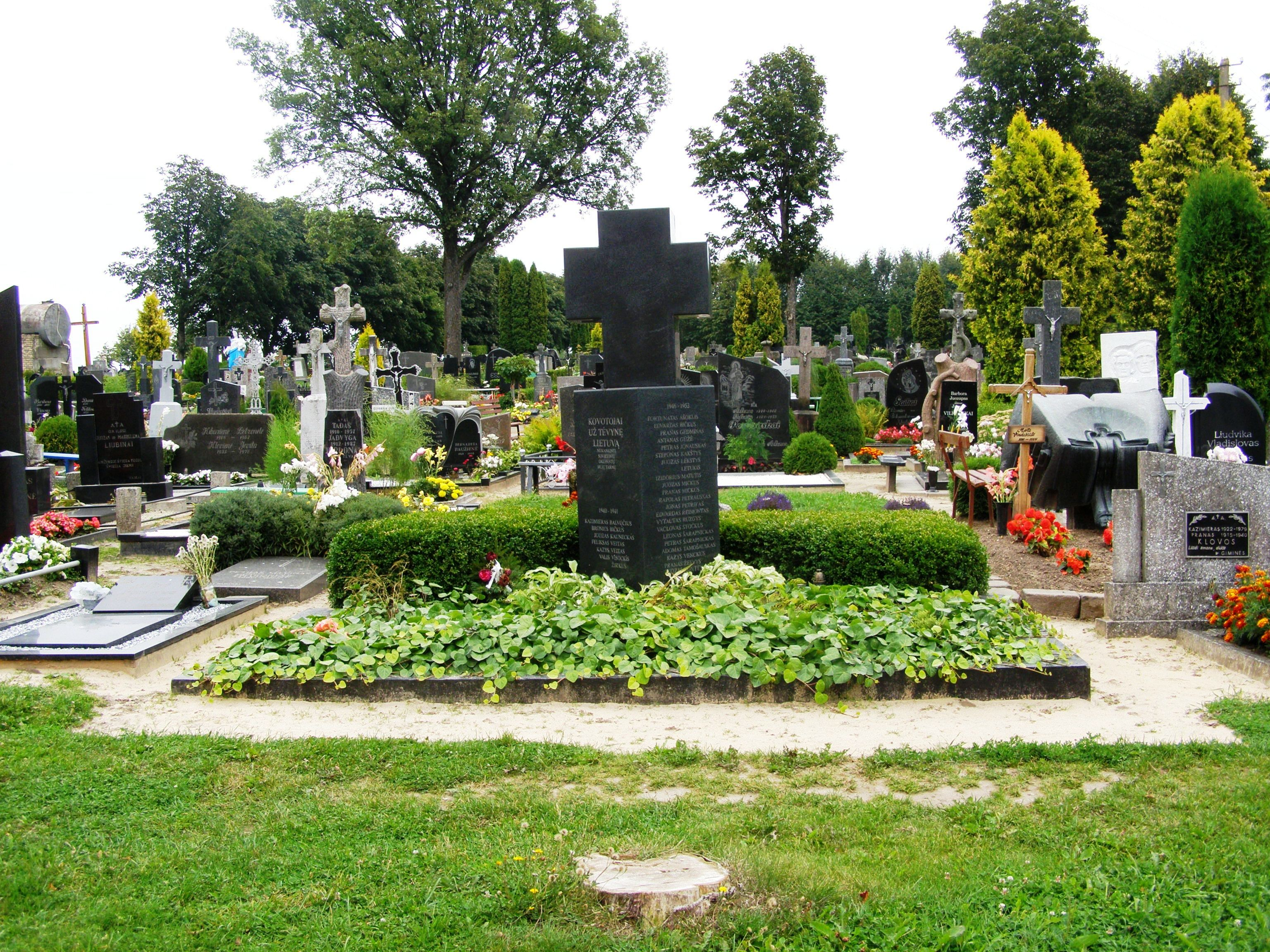